# فردریک کالورت
فردریک کالورت (انگلیسی: Frederick Calvert؛ زادهٔ) فوتبالیست اهل بریتانیا است.
از باشگاه‌هایی که در آن بازی کرده‌است می‌توان به باشگاه فوتبال آرسنال اشاره کرد. او در تیم ارتش انگلیس هم بازی کرده است.